# John William Draper

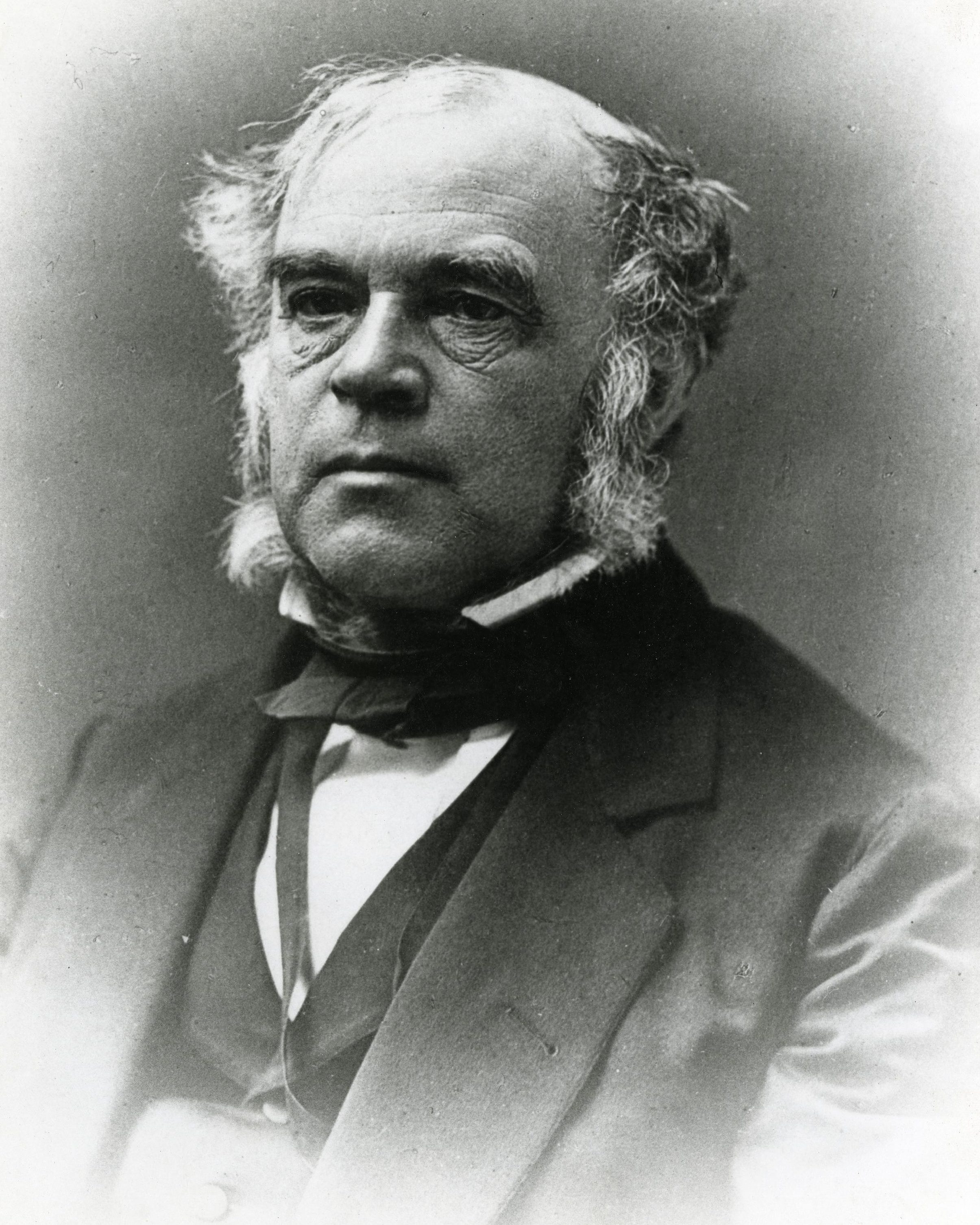
John William Draper

John William Draper (* 5. Mai 1811 in St. Helens bei Liverpool; † 4. Januar 1882 in Hastings-on-Hudson bei New York) war ein angelsächsischer Naturwissenschaftler, Historiker und Pionier der Fotografie.

## Leben
Sein Vater, John C. Draper, war ein an Naturwissenschaften interessierter Kleriker. Er selbst begann in London das Studium der Mathematik und Chemie. Nach dem Tod des Vaters wanderte die Familie 1832 in die Vereinigten Staaten aus. 1833 setzte er sein Studium an der Pennsylvanian University fort, wo er 1836 promovierte. Kurz darauf erhielt er die Professur der Chemie, Naturphilosophie und Physiologie am Hampden Sidney College in Virginia; drei Jahre später wurde er zum Professor der Physiologie an der neu errichteten Universität New York ernannt, wo er mit andern Professoren das University Medical College gründete. Seit 1844 war er gewähltes Mitglied der American Philosophical Society. 1865 wurde er in die American Academy of Arts and Sciences gewählt, 1877 in die National Academy of Sciences. Im amerikanischen Bürgerkrieg war er Mitglied der Kommission, die die Lazarette nach den Schlachten von Antietam und Gettysburg inspizierte. 1850 wurde er Präsident der Universität New York, 1868 legte er seine Professur nieder, hielt jedoch noch bis 1881 Vorlesungen ab.
Er starb am 4. Januar 1882 mit 70 Jahren in seinem Haus in Hastings-on-Hudson in New York.
Seine Söhne waren der Physiologe und Astronom Henry Draper und der Meteorologe Daniel Draper. Seine Enkelinnen, die Töchter seiner Tochter Virgina, waren die Astronomin Antonia Maury und die Geologin und  Paläontologin Carlotta Joaquina Maury.

## Leistungen

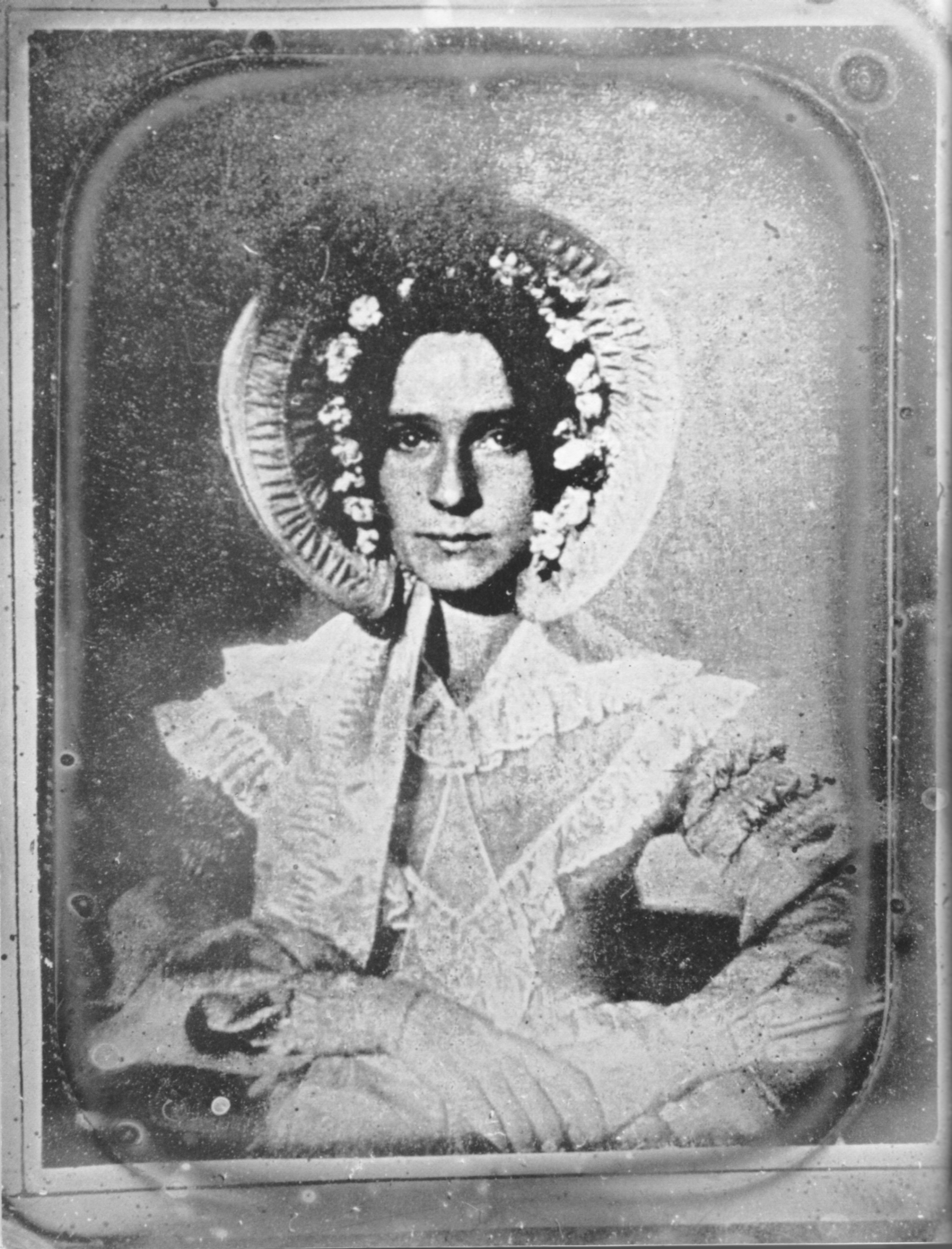
John William Drapers Daguerreotypie seiner Schwester Dorothy Draper (Juni 1840)

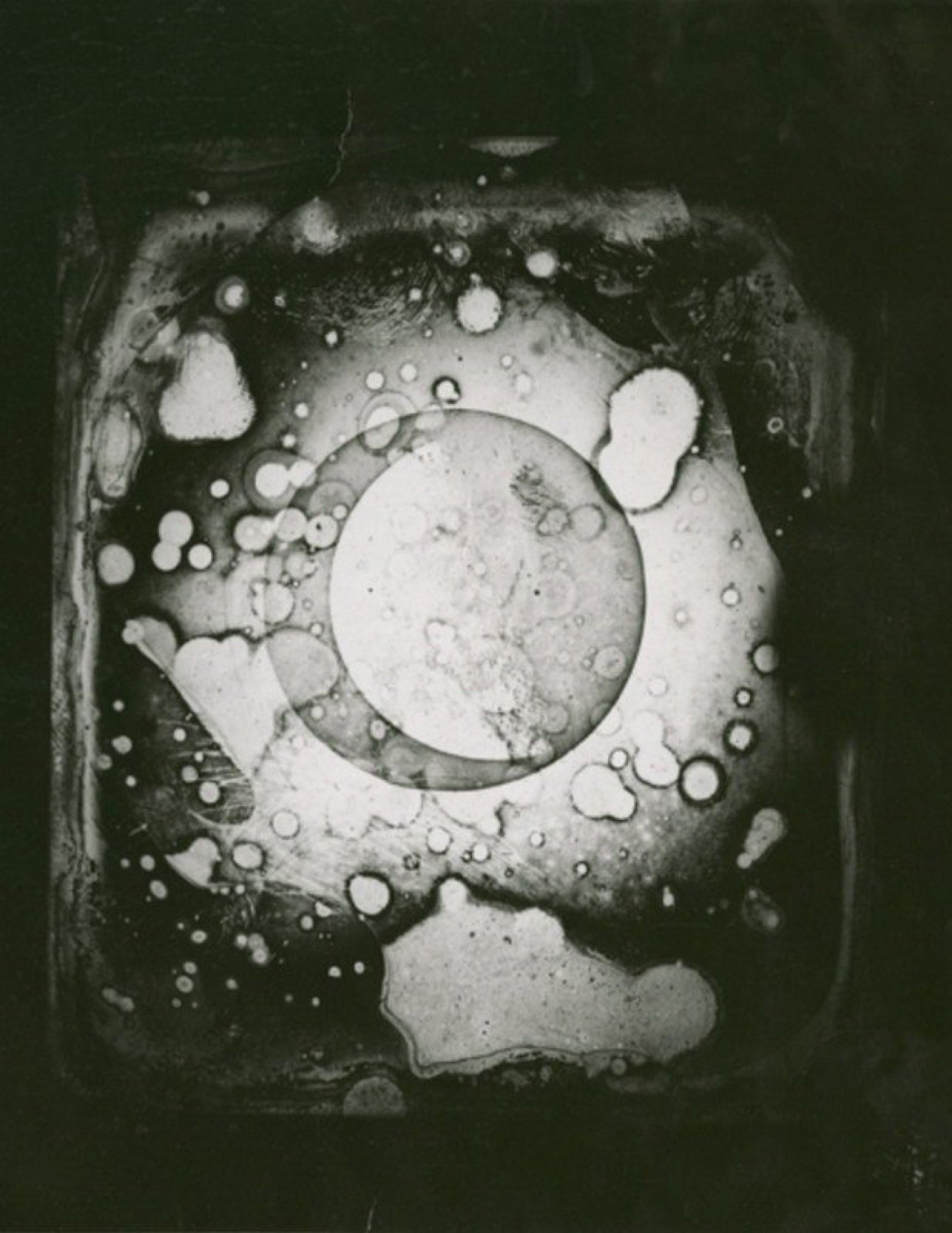
Die erste gesicherte Daguerreotypie vom Mond (1840)

Drapers Untersuchungen zur Wirkung von Licht auf chemische Substanzen bzw. Prozesse führte ihn früh zur Fotografie. Es wird behauptet, er habe bereits zwei Jahre vor Daguerres Veröffentlichung Aufnahmen gemacht. Das Bild, das er 1840 von seiner Schwester aufnahm, ist eines der ältesten erhaltenen fotografischen Porträts. 1840 gelang ihm die erste gesicherte Aufnahme (eine Daguerreotypie) vom Mond. 1843 nahm er das erste Spektrogramm – gleichfalls eine Daguerreotypie – eines Himmelskörpers (der Sonne) auf und entdeckte dabei unbekannte Spektrallinien im Ultravioletten.
Seine besonderen Leistungen betrafen die Erforschung von Strahlungsenergie. 1847 veröffentlichte er die Monographie „Production of light by heat“, in der er bereits die Grundsätze darlegte, die in der Folge von Gustav Robert Kirchhoff bestätigt werden konnten. Drapers Untersuchungen von Spektren glühender Substanzen führten so zur Entwicklung der Spektralanalyse, die sein Sohn Henry mit großem Erfolg in der Astronomie anwandte. Nach Draper und Theodor Grotthuß ist das Grotthuss-Draper-Gesetz benannt.
Auch mit der praktischen Anwendung der Elektrizität beschäftigte er sich: er arbeitete mit Samuel Morse zusammen und führte in seinem Labor eine Reihe von Untersuchungen durch, die zeigten, dass dessen Prinzip, mittels elektrischen Impulsen Nachrichten über weitere Strecken zu übermitteln, funktionierte.
Draper war Mitglied vieler wissenschaftlicher Gesellschaften in Europe, darunter der Accademia dei Lincei in Rom.
Er veröffentlichte über 100 Schriften, darunter:
- „On the process of Daguerreotype and its application to taking portraits from the life“ (1840)
- „Memoirs on the chemical action of light“ (1843)
- „Treatise on the forces, which produce the organization of plants“ (1844)
- „Textbook of chemistry“ (1846); „Textbook on natural philosophy“ (1847)
- „Treatise on human physiology“ (1856)
- „History of the intellectual development of Europe“ (1863), ein geistreiches Werk in der Weise des Engländers Buckle
- „Thoughts on the future civil policy of America“ (1865)
- „History of the American civil war“ (1869–1871), zu welcher ihm der Kriegssekretär Stanton sämtliche offizielle Dokumente zur Benutzung überließ, *„Evolution, its Origin, Progress, and Consequences“ (1877)
- „Scientific memoirs: experimental contributions to a knowledge of radiant energy“ (1878).

Die Schrift History of the conflict between religion and science (1875) erschien in über 20 Auflagen, wurde in viele Sprachen übersetzt, und landete rasch auf dem „Index Librorum Prohibitorum“. Deutsche Ausgabe: Geschichte der Conflicte zwischen Religion und Wissenschaft (1875).